# جام اکو ۱۹۷۴

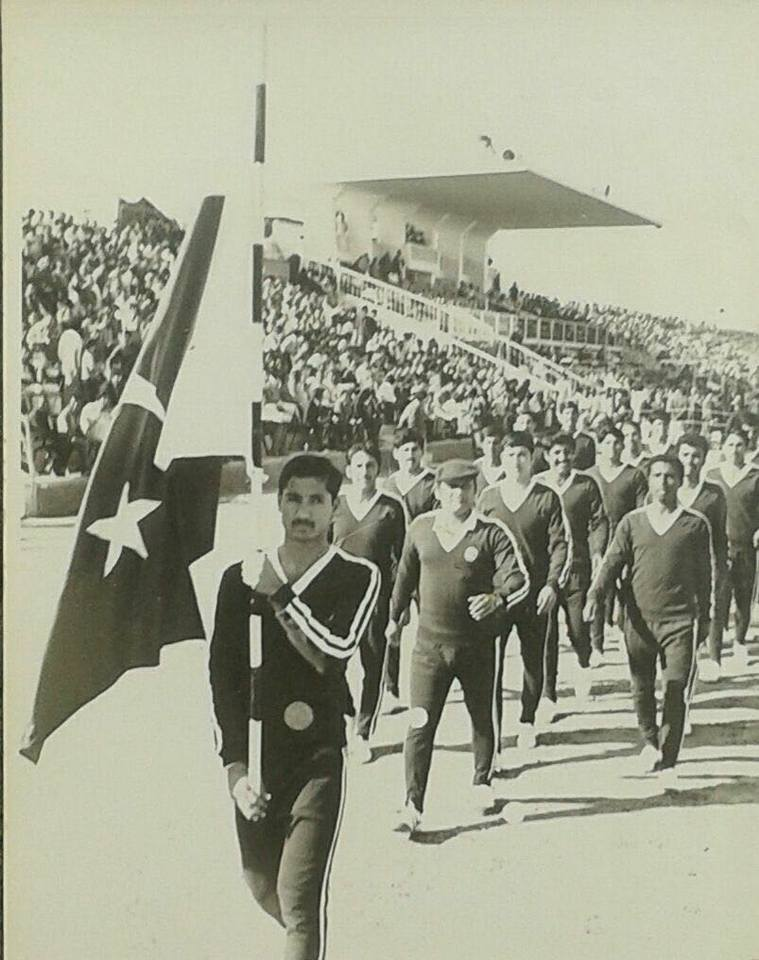
Footballer Mujahid Khan Tareen leading the Pakistan national football team with the flag during the 1974 RCD Cup held in Karachi, Pakistan

جام اکو ۱۹۷۴ یا جام آرسی‌دی ۱۹۷۴ مسابقاتی است که در سال ۱۹۷۴ میلادی در شهر کراچی در کشور پاکستان مابین کشورهای ایران، ترکیه و پاکستان برگزار شده‌است.

## نتایج
| تیم     | امتیاز | بازی | برد | تساوی | باخت | گل‌خورده | گل‌زده | تفاضل‌گل |
| ------- | ------ | ---- | --- | ----- | ---- | ------- | ----- | ------- |
| ترکیه   | ۶      | ۲    | ۲   | ۰     | ۰    | ۳       | ۲     | ۱+      |
| ملوان   | ۳      | ۲    | ۱   | ۰     | ۱    | ۲       | ۲     | ۰       |
| پاکستان | ۲      | ۲    | ۰   | ۱     | ۱    | ۴       | ۳     | ۱-      |

| ملوان                             | ۲ – ۱ | پاکستان |
| --------------------------------- | ----- | ------- |
| غفور جهانی ۲۸' · عزیز اسپندار ۷۳' | گزارش |         |

| ترکیه | 2 – 2 | پاکستان |
| ----- | ----- | ------- |
|       | گزارش |         |

| ترکیه | ۱ – ۰ | ملوان |
| ----- | ----- | ----- |
|       | گزارش |       |

## بهترین گلزنان
۲ گل
- ملیح آتاکان